# Barry Miller
Barry Miller, född 25 december 1864, död 20 juni 1933, var en amerikansk demokratisk politiker. Han var Texas viceguvernör 20 januari 1925–20 januari 1931.
Miller arbetade som advokat i Texas och gifte sig 1885 med William B. Millers dotter Minnie H. Miller. År 1924 valdes han till Texas viceguvernör. Millers motkandidat år 1924 var republikanen Joseph H. Kurth. År 1931 efterträddes han efter sex år som viceguvernör av Edgar E. Witt.